# Old Burdon
Old Burdon – wieś w Anglii, w hrabstwie Durham. Leży 14 km na północny wschód od miasta Durham i 380 km na północ od Londynu.